# Partido de los Agricultores Alemanes
El Partido de los Agricultores Alemanes (en alemán: Deutsche Bauernpartei, o DBP) o el Partido de los Campesinos Alemanes fue un partido político agrario alemán durante la República de Weimar, que existió entre 1928 y 1933. Se caracterizó por ser parte de un intento más amplio por parte de las clases medias de hacer valer sus intereses económicos a mediados y fines de la década de 1920 al fundar sus propios partidos, de base bastante estrecha, incluido el Partido Cristiano-Nacional de los Campesinos y Agricultores, y en las ciudades otros como el Partido del Reich por los Derechos Civiles y la Deflación y el Partido del Reich de la Clase Media Alemana. El partido fue prohibido e ilegalizado por el NSDAP en 1933.